# Mike B. Anderson

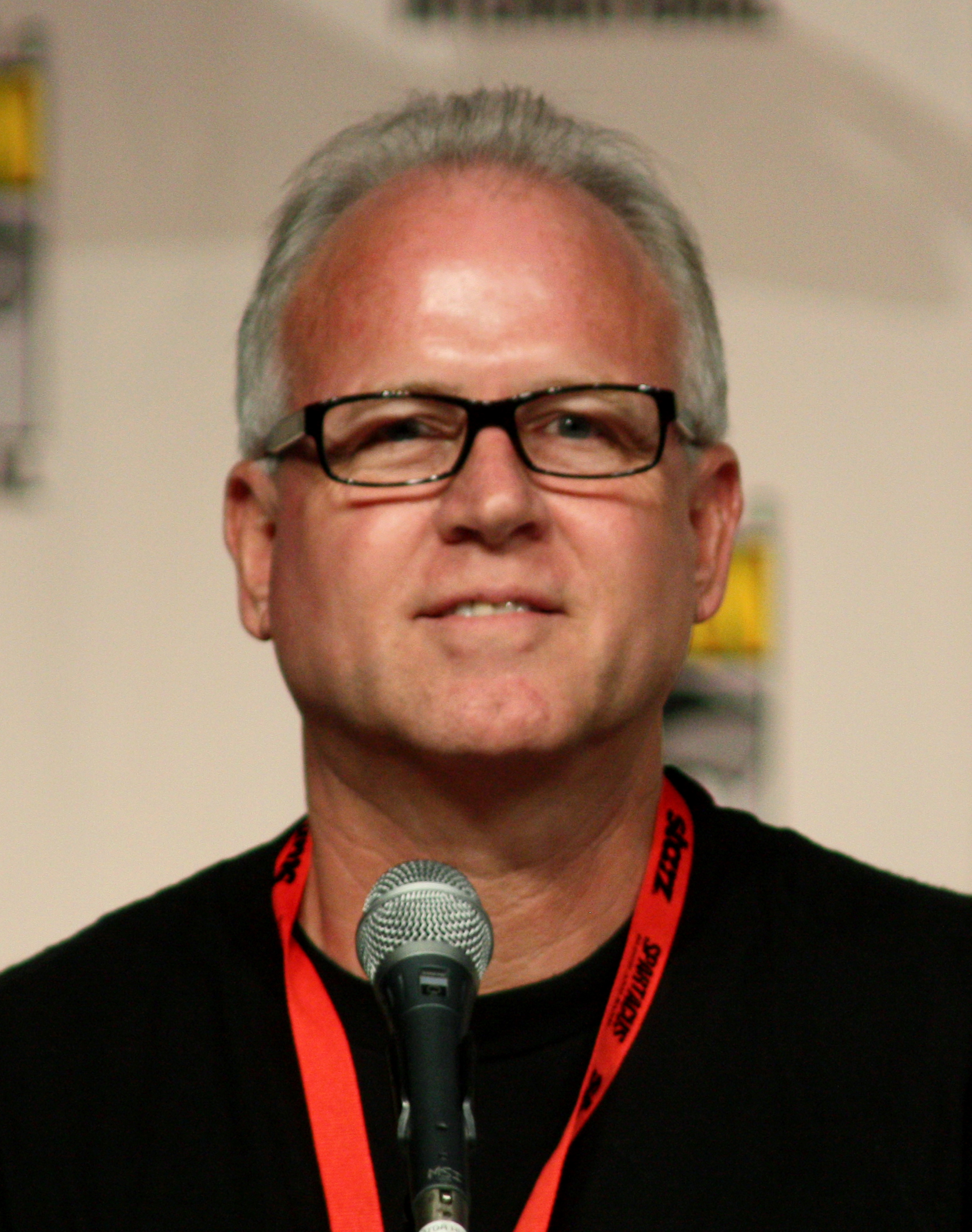
Mike B. Anderson

Mike B. Anderson, ibland kallad Mikel B. Anderson, är en amerikansk TV-regissör som har regisserat ett flertal avsnitt av den tecknade komediserien The Simpsons. I avsnittet The Secret War of Lisa Simpson porträtterades han själv, som kadett Anderson. Medan han studerade på college regisserade han actionfilmerna Alone in the T-Shirt Zone (1986) och Kamillions (1989). Sedan 1990 har han enbart arbetat med animering, till exempel har han varit rådgivande producent till serien The Oblongs och handlingskonsult till Tripping the Rift. Han har vunnit två Emmy, 1997 för Homer's Phobia och 2000 för HOMR. För Homer's Phobia vann han även en Annie Award för Best Individual Achievement: Directing in a TV Production, och WAC Winner Best Director for Primetime Series under 1998 års World Animation Celebration. Anderson regisserade en del scener i The Simpsons Movie (2007).

## Avsnitt avThe Simpsonsregisserade av Anderson
- Lisa the Iconoclast
- Treehouse of Horror VII
- You Only Move Twice
- Homer's Phobia
- The Secret War of Lisa Simpson
- The Last Temptation of Krust
- Homer Simpson in: Kidney Trouble
- Hello Gutter, Hello Fadder
- HOMR
- Trilogy of Error
- Tales from the Public Domain
- How I Spent My Strummer Vacation
- The President Wore Pearls
- Margical History Tour
- The Way We Weren't
- Fat Man and Little Boy
- Pranksta Rap
- Marge's Son Poisoning
- Homer's Paternity Coot
- The Wettest Stories Ever Told
- Please Homer, Don't Hammer 'Em...